# ウミユリ海底譚
「ウミユリ海底譚」（ - かいていたん）は、音声合成ソフト・初音ミク歌唱のVOCALOID楽曲。2014年2月24日、日本のボカロP・n-bunaによって発表された。

## 概要
2014年2月24日にニコニコ動画上で、2017年4月21日にYouTube上で公開された。2022年2月現在、ニコニコ動画上での動画再生回数は810万回以上、YouTube上での動画再生回数は2920万回以上となっている。n-bunaとしてはミリオン達成2曲目の楽曲となった。
インタビューによれば、ウミユリ海底譚は曲を考えた後に歌詞を考えた曲で、n-buna自身としては配信上で綺麗な音にできた曲だとしている。また、別のインタビューでは「楽曲の世界観と関係がない言葉が出てくる曲」としてn-buna自身がウミユリ海底譚を例に挙げている。

## 収録

### アルバム
| 発売日        | タイトル                                        | レーベル                             |
| ------------- | ----------------------------------------------- | ------------------------------------ |
| 2014年4月26日 | カーテンコールが止む前に                        | ドワンゴ・ユーザーエンタテインメント |
| 2014年5月21日 | V♡25 -Imagination-                              | ドワンゴ・ユーザーエンタテインメント |
| 2015年3月4日  | EXIT TUNES PRESENTS Vocalofantasy feat.初音ミク | EXIT TUNES                           |
| 2015年7月22日 | 花と水飴、最終電車                              | ドワンゴ・ユーザーエンタテインメント |
| 2016年8月3日  | 初音ミク「マジカルミライ2016」OFFICIAL ALBUM    | karenT                               |
| 2017年3月15日 | EXIT TUNES PRESENTS Vocalohistory feat.初音ミク | EXIT TUNES                           |

### ゲーム
- 初音ミク -Project DIVA-シリーズ（セガゲームス/セガ・インタラクティブ）
- プロジェクトセカイ カラフルステージ! feat. 初音ミク[9]
- Maimai

## 評価
- 歌詞サイトのUtaTenでは、『ウミユリ海底譚』はバラードロックを基調とした楽曲とし、涙が出るような切ない楽曲であると紹介された[5]。
- 音楽ジャーナリストの柴那典は、「ファンタジーのような描写をしつつ、深読み抜きでもメッセージ性が伝わってくる楽曲」だと評している[10]。